# Amaroni
Amaroni (tiếng Hy Lạp: Amaronoi) là một đô thị ở tỉnh Catanzaro, vùng Calabria ở miền nam nước Ý. Đô thị này có diện tích 9 ki-lô-mét vuông, mật đô dân số là 223 người/km2.
Các đô thị giáp ranh: Girifalco, Squillace và Vallefiorita.
Đô thị này kết nghĩa với Risch-Rotkreuz ở Thụy Sĩ.